# Lanner
Lanner – wieś w Anglii, w Kornwalii. Leży 27 km na północny wschód od miasta Penzance i 385 km na zachód od Londynu. W 2001 miejscowość liczyła 2493 mieszkańców.